# اعتضاد الممالک
حاج میرزا محمد کاظم وکیل ملقب به اعتضاد الممالک (زاده ۱۲۰۹ ـ درگذشته ۱۳۰۱ خورشیدی) وکیل الرعایا و چند بار نیز بیگلربیگی تبریز شد. در سال ۱۲۲۵ یعنی ۱۶ سالگی به سفر حج رفت و پس از مراجعت تمام عمر خویش را در آذربایجان گذراند.
پدرش میرزاعبدالوهاب معروف به میرزاپاشای وکیل الرعایا و پدربزرگش حاجی میرزا جعفر وکیل الرعایا بود. فرزندان وی میرزا صادق خان طباطبائی وکیلی (اجلال‌الملک)، میرزا سعید خان ناصر لشگر، میرزا موسی وکیل الرعایا (حاج وکیل) و  شرف السلطنه بودند.
او ادیب و نویسنده ای ماهر و همچنین مسلط به زبان عرب بود. از فعالیتهای فرهنگی وی می‌توان به تصحیح  کتاب کلیله و دمنه بهرامشاهی اشاره کرد که با خط میرزاباقر فخرالکتاب و به دستور امیرنظام گروسی در سال ۱۲۶۶ خورشیدی به روش چاپ سنگی منتشر شد و این نسخه از کلیله و دمنه به چاپ امیر نظام معروف است. از آثار دیگر او کتاب شجره سادات عبدالوهابیه آذربایجان است که در سال ۱۲۷۶ خورشیدی تألیف کرده و یکی از منابع خوب نسب شناسی است. وی کتابخانه ای مفصل و نسخه‌های خطی بسیاری داشت که باعث تعجب و تحسین میهمانان بود.
در زمان درگیری های مشروطه خواهی و پس از آن اشغال تبریز توسط روس‌ها وی به دهخوارقان که پسرش حاج وکیل حاکم آنجا بود نقل مکان میکند اگرچه که آن شهر نیز از جنگ و ناملایمات در امان نبود.
نادر میرزا قاجار در کتاب تاریخ و جغرافی دارالسلطنهٔ تبریز بارها از وی به نیکی یاد کرده و در توصیف او میگوید: "اين بزرگ حقاً در جهان بی نظير است. يزدان كيهان نيكيها و محاسن در او نهاده. در فضايل و انسانيت آيتی است. در فنون و ادب در زبان عرب بر همگان مزيتی ظاهر دارد و از بيشتر علوم اسلامی بهره مند است. در فتوت اول مرد است. نيكدل و افتاده . گويی خداوند هيچ عُجب و پندار در او نيافريده با آنكه جاهی منيع دارد و در ملك وجيه است." نادر میرزا قصیده ای نیز سروده که چند بیت آن در مدح میرزا کاظم وکیل الرعایا است:
| وکیل والا تخم شریف پاک نژاد      |  | که نازش همگی خاندان عدنان بود      |
| اگر نبودی رأیش رزین و نیک نهاد   |  | کجا وکیل همه ملک آذربایجان بود     |
| به هر چه پند یکی فیلسوف دانا بود |  | به هر چه پند یکی آب داده سوهان بود |